# The Stone Roses
The Stone Roses fue una banda de rock originaria de Mánchester, Reino Unido, una de las más representativas del movimiento Madchester de finales de los ochenta.
Su música se caracterizó por tener atractivas melodías 'beatlescas' combinadas con el sonido dance beat de la época. Con apenas un par de sencillos obtuvieron una aureola de culto, y la prensa especializada los trató con reverencia. La banda solo llegó a editar dos discos –The Stone Roses (1989) y Second Coming (1994)– antes de separarse por problemas entre sus integrantes.
En 1995 el baterista, Reni, salió voluntariamente de la banda, y el 1 de abril de 1996 renunció el guitarrista, John Squire, quien no soportó las discusiones con el resto de sus compañeros (en especial con Brown). El guitarrista Slash se propuso como sustituto de Squire, pero su oferta fue rechazada por Ian Brown. Al reemplazo de Squire llegó el guitarrista de sesión Aziz Ibrahim. Luego de unos shows desastrosos en el Festival Internacional de Benicàssim y en el Festival de Reading, Mani y Brown decidieron terminar con la banda en agosto de 1996.
Tras la separación, Ian Brown inició una carrera solista, mientras que Squire formó los Seahorses y Mani se unió a Primal Scream. De Reni, el primero en abandonar la banda, poco se supo hasta que recientemente anunció la formación de una nueva banda llamada "The Rub". Ian sigue manteniendo contacto y amistad con varios integrantes de la banda, quienes también han sido colaboradores de sus proyectos como solista.
El 18 de octubre de 2011, en una conferencia de prensa realizada en un hotel de Londres, la banda anunció su regreso tras 15 años de separación. Con los cuatro integrantes originales de la banda, The Stone Roses tocó tres shows en su ciudad natal, los días 29 y 30 de junio y el 1 de julio de 2012. Además, fueron cabezas de cartel en el Festival Internacional de Benicàssim de 2012. Los músicos hablaron de la idea de hacer un nuevo disco y una gira mundial.

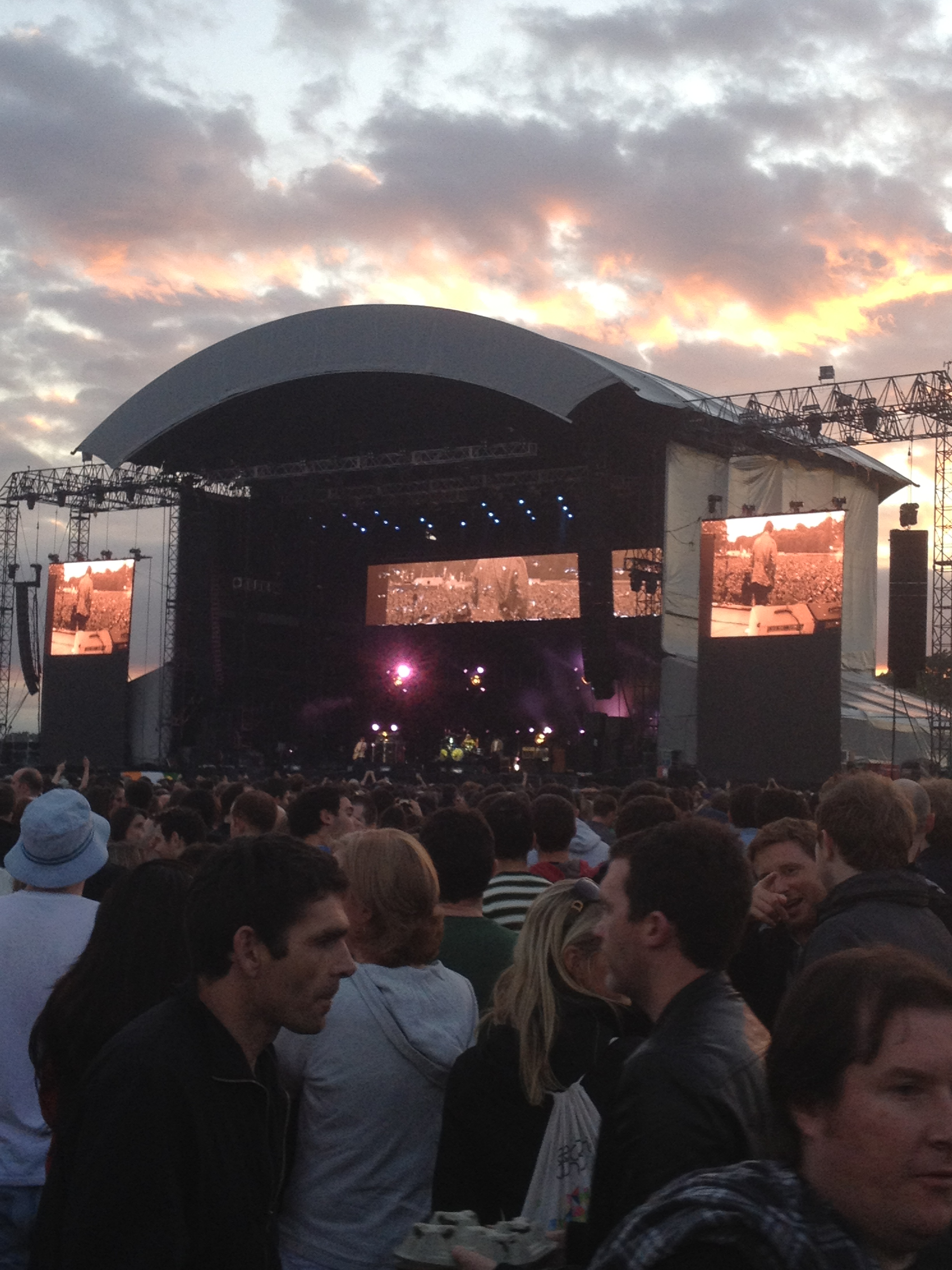
The Stone Roses en vivo en Dublín, Irlanda, durante su gira de reunión en 2012.

El 8 y 9 de junio de 2012, la banda ofreció los dos primeros conciertos de su nueva etapa en la sala Razzmatazz de Barcelona. Antes, el 23 de mayo, había ofrecido un breve show de 11 canciones en Warrington, Reino Unido, en el que tocó la mayoría de canciones que formarán parte del setlist de la nueva gira.
El 24 de enero de 2013 fueron anunciados como cabezas de cartel del Festival de Música y Artes de Coachella Valley 2013, junto a bandas como Blur, Phoenix y Red Hot Chili Peppers.

## Estilo e influencias
Las influencias The Stone Roses incluyen Garage Rock, Electronic dance music, Northern Soul, Punk Rock, y artistas como The Beatles, The Rolling Stones, The Kinks, The Beach Boys, The Byrds, Johnny Marr, Jimi Hendrix, Led Zeppelin, The Smiths, The Jesus and Mary Chain, Sonic Youth, Sex Pistols y The Clash. La banda era parte del movimiento Madchester, un estilo de Rock Alternativo que mezcla ritmos Acid House y sonidos de guitarra Pop.
La banda llegó a influir en otros artistas, como Oasis. Noel Gallagher dijo en una entrevista: "cuando escuché la canción Sally Cinnamon por primera vez, supe cuál iba a ser mi destino". Liam Gallagher ha declarado también que The Stone Roses fueron la primera banda que vio en directo, y que verlos actuar le influyó para convertirse en un músico. También el exlíder de The Verve, Richard Ashcroft, ha reconocido que The Stone Roses ha sido una gran influencia para él, en cuanto los vio en vivo por primera vez supo que quería meterse en el mundo de la música.

## Historia

### Formación (1983–84)
Ian Brown (en ese momento bajista) y el guitarrista John Squire, que se conocían de la Altrincham Grammar School for Boys, formaron una banda de corta duración inspirada en The Clash, llamada The Patrol, en 1980, junto con el cantante y guitarrista Andy Couzens y el baterista Simon Wolstencroft. Tocaron varios conciertos en 1980 y grabaron una cinta demo, pero hacia el final de ese año decidieron cambiar de dirección. Brown tuvo el gusto de ser un líder durante el último show de The Patrol, cantando el "Block Buster" de Sweet, para cerrar el set, con el amigo/compañero de la banda Pete Garner parado en el bajo, y Couzens queriendo concentrarse en la guitarra. Los miembros de la banda perdieron el entusiasmo en 1981, Brown vendió su bajo para comprar un scooter y Wolstencroft se unió a Johnny Marr y a la banda pre-Smiths de Andy Rourke, llamada Freak Party. Squire continuó con la guitarra, mientras trabajaba como animador de Cosgrove Hall durante el día. Por su parte, Brown organizaba fiestas estilo Northern Soul en un club de Salford. Squire y Couzens comenzaron una nueva banda, The Fireside Chaps, con el bajista Gary "Mani" Mounfield, luego reclutaron a un cantante llamado Kaiser y el baterista Chris Goodwin, y cambiaron su nombre a The Waterfront (en homenaje al film On the Waterfront), modificando su sonido similar a los grupos de la década de 1960 y bandas contemporáneas como Orange Juice. Goodwin se fue antes de que la banda grabara su primer demo y, poco después, Squire le pidió a Brown que se uniera como cantante. Una reunión con Geno Washington en una fiesta en el departamento de Brown en Hulme, en la que Washington le dijo a Brown que él sería una estrella y que debería ser cantante, convenció a Brown para que tomara la oferta de Squire. Brown se unió entonces a The Waterfront a finales de 1983, por un tiempo compartiendo voces con Kaiser.
Al igual que los intentos en anteriores bandas, The Waterfront se esfumó, pero a fines de 1983 Couzens decidió intentarlo de nuevo para comenzar una banda, y se acercó a Brown. Decidieron que Wolstencroft (que había rechazado el trabajo de baterista en The Smiths) como baterista y Pete Garner como bajista (a pesar de su admisión de que no podía tocar nada más que "Block Buster!"). También decidieron que necesitaban Squire en la banda, y cuando acordaron que la formación de la banda estaba consolidada. Dejando atrás sus bandas anteriores, trabajaron únicamente en material nuevo. Las limitaciones vocales de Brown lo llevaron a tomar clases de canto durante tres semanas. Después de ensayar durante un tiempo sin un nombre de banda, Squire inventó "The Stone Roses". Surgieron varias historias que sugerían que la banda se había llamado inicialmente "English Rose" o que el nombre estaba relacionado de algún modo con The Rolling Stones, pero no eran ciertos, Brown explicó: "No, no sé de dónde salió esa historia de English Rose". John pensó en el nombre "The Stone Roses", algo con un contraste, dos palabras que iban una contra la otra".
La banda ensayó durante seis meses, durante los cuales Wolstencroft había estado audicionando para otras bandas, y se fue para unirse a la banda The Colourfield de Terry Hall. Hicieron que Goodwin se reincorporara, pero solo duró un ensayo, por lo que anunciaron un reemplazo y comenzaron a audicionar, y finalmente reclutaron a Alan "Reni" Wren en mayo de 1984.
Después de ensayar y escribir canciones durante el verano, grabaron su primer demo a fines de agosto, hicieron 100 casetes, con obras de arte de Squire, e intentaron conseguir conciertos. Tocaron su primera actuación como los Stone Roses el 23 de octubre de 1984, apoyando a Pete Townshend en un concierto contra la heroína en el Moonlight Club de Londres, habiendo enviado Brown el demo con una carta adjunta que decía: "Estoy rodeado de skagheads, quiero aplastarlos. ¿Puedes darnos un espectáculo? ". El espectáculo fue visto por periodistas, incluido Gary Johnson de Sounds, quien se las arregló para entrevistar a la banda unas semanas más tarde. La banda recibió ofertas de gestión y más conciertos pronto siguieron.
Howard Jones, en su momento mánager de The Haçienda, el productor Martin Hannett y Tim Chambers acordaron trabajar con la banda en un álbum de The Stone Roses, creando el sello Thin Line Records para lanzarlo. Jones asumió la dirección de la banda, aunque ya habían hecho un acuerdo similar con Caroline Reed en Londres. La banda tuvo su primera prensa positiva a finales de diciembre, con Johnson propinándoles el éxito en 1985 en Sounds, con una función en la banda siguiente en enero.

### Primera gira y lanzamientos (1985-1988)
The Stone Roses dio su primer concierto como cabeza de cartel el 4 de enero de 1985 después de que los anteriores artistas principales, Mercenary Skank, se retiraran. La banda tuvo su primera sesión de grabación con Hannett en enero de 1985 en Strawberry Studios en Stockport, con el objetivo de grabar pistas para un sencillo debut y un álbum. Siguieron más sesiones en marzo, durante las cuales grabaron su sencillo debut: "So Young"/"Tell Me". La banda fue invitada a una sesión en vivo en Piccadilly Radio en marzo del mismo año, para lo cual estrenaron una nueva canción, "I Wanna Be Adored". Por esa misma época The Stone Roses comenzaban a acumular un número considerable de seguidores en Mánchester y, su primer concierto en el norte de Inglaterra, en el local Clouds en Preston, atrajo a una gran audiencia.
Posteriormente, The Stone Roses se embarcó en una gira por Suecia en abril. Después de su regreso, dieron un concierto en Mánchester, en International 1, un lugar dirigido por los que serían sus futuros mánagers, Matthew Cummins y Gareth Evans. Una actuación en una fiesta en un almacén el 20 de julio ayudó a generar interés en la banda, y en agosto regresaron al estudio para grabar su álbum debut. Descontento con los resultados y con el cambio de sonido de la banda, se archivó (más tarde se lanzó como Garage Flower). Sin embargo, el sencillo "So Young"/"Tell Me" fue lanzado por Thin Line Records en septiembre. Frustrados por la falta de atención que estaban recibiendo a nivel local, se involucraron en una campaña de grafiti, con Brown y Wren pintando el nombre de la banda en las paredes de casi toda la ciudad. Esto les trajo mucha publicidad negativa, pero se sumó a su creciente notoriedad.
En 1986, comenzaron a trabajar en material nuevo, "Sally Cinnamon" y los sencillos "So Young" ("I Wanna Be Adored" y "This Is the One") fueron archivados. Se separaron de Jones y contrataron a Gareth Evans como mánager, utilizando el lugar International 1 de Evans como su nuevo espacio de ensayo. Alrededor de este tiempo, la banda se fue de gira por varias ciudades del Reino Unido, en donde destacó el show del 11 de agosto de 1986 en el club Mardi Gras en Liverpool, a la que asistirían varios ejecutivos de las compañías discográficas que quedaron fascinados por la banda.
Cuando Brown y Squire comenzaron a colaborar más estrechamente en la composición de canciones, decidieron que deberían tomar una porción más grande del dinero que los otros miembros de la banda. Couzens y Wren abandonaron la banda en señal de protesta, aunque pronto regresaron. Couzens tocó en un concierto desafortunado con la banda a fines de mayo antes de que Evans lo expulsara de la banda después de volar solo a casa mientras el resto de la banda regresaba en su camioneta. Aunque no lograron un mayor éxito en 1986, su repertorio se amplió para incluir canciones como "Sugar Spun Sister", tomando influencias de bandas como The Jesus & Mary Chain y la era del indie-pop Primal Scream ("Velocity Girl" siendo una gran influencia en "Made of Stone"), y dejaron de tocar las canciones más antiguas.
En diciembre de 1986 grabaron su primera canción como cuarteto, incluidas las primeras grabaciones de estudio de "Sugar Spun Sister" y "Elephant Stone". A principios de 1987, Evans negoció un trato con Black/FM Revolver para un lanzamiento único en el sello Black Records. En el momento del lanzamiento del sencillo, "Sally Cinnamon", el sonido del grupo había cambiado considerablemente, con estribillos de guitarra y una melodía fuerte, atrayendo a algunos de sus antiguos aficionados y sumando a muchos nuevos. "Sally Cinnamon" agotó su tirada de 1000 copias, pero no logró el impacto deseado.
En junio, Garner anunció que dejaba la banda, aunque se quedó hasta que encontraron un reemplazo. Tocó su último concierto en el festival 'Larks in the Park' en Liverpool. Rob Hampson fue el reemplazo de Garner, y Garner le enseñó las partes del bajo antes de irse, aunque Hampson duró solo una semana. Encontraron rápidamente un reemplazo con el ex bajista de la banda Waterfront: "Mani" Gary Mounfield, quien tocó su primer concierto con la banda en noviembre de 1987. Brown recordó:
"Cuando Mani se unió, todo cambió casi de la noche a la mañana. El groove fue totalmente diferente... Inmediatamente, todo encajó en su lugar".
A principios de 1988, la banda tocó en Dingwalls en Londres, un espectáculo al que asistieron representantes de Zomba y Geoff Travis de Rough Trade, y ambos quisieron firmar con la banda. Rough Trade incluso financió tiempo de estudio para grabar un sencillo, "Elephant Stone", con la producción de Peter Hook, bajista en ese entonces de New Order. Además, se lo consideró a Hook como productor un álbum, pero luego por otros compromisos no pudo estar disponible.

### Álbum debut y gran éxito (1989-1991)
Artículo principal: The Stone Roses (álbum)
En 1988 y principios de 1989, The Stone Roses grabó su álbum debut en Battery Studios y Konk Studios en Londres y Rockfield Studios en Gales, producido por Leckie. El primer sencillo de Silvertone, "Elephant Stone", tuvo poco impacto y, a principios de 1989, las actuaciones de la banda fuera del noroeste todavía atraían a un público pequeño. "Made of Stone" recibió más atención de la prensa y el DJ Richard Skinner lo eligió para su programa nocturno Radio One, pero alcanzó el puesto número noventa en la lista de singles del Reino Unido. The Stone Roses se lanzó en abril / mayo de 1989, inicialmente con críticas en su mayoría positivas, y entró en la lista de álbumes del Reino Unido en el número 32 a mediados de mayo, la posición más alta en la que se encontraba. llegaría a ese año. A esto le siguió el sencillo "She Bangs the Drums", que les dio un éxito entre los cuarenta principales del Reino Unido y el número uno en la lista independiente del Reino Unido.
En ese momento comenzaron a recibir mucha más atención de la prensa y agotaban shows en todo lugar que tocaran en su país. La banda ganó mucha notoriedad cuando, un minuto después de una presentación televisiva en vivo de 1989, en The Late Show de la BBC, se cortó la energía, lo que provocó que Ian Brown gritara repetidamente "¡Aficionados!".
Más tarde, en 1989, la banda lanzó el sencillo de "Fools Gold/What the World Is Waiting For", que alcanzó el número ocho en la lista de sencillos del Reino Unido en noviembre de ese año. Originalmente pensada como una cara B, "Fools Gold" se convirtió rápidamente en la canción más famosa de los Roses y su interpretación en Top of the Pops consolidó su fama nacional. Además, les dio su primer éxito entre los diez primeros y el álbum subió al número diecinueve en la lista a principios del año siguiente.
Sus conciertos más importantes en 1989 fueron para 4000 personas en el Empress Ballroom de Blackpool el sábado 12 de agosto y para 7000 personas en el Alexandra Palace de Londres el sábado 18 de noviembre. El primero de estos fue lanzado como un video en vivo en 1991 y luego en YouTube.
En 1990 ocurrió el infame ataque con pintura de The Stone Roses a Revolver Records, como resultado de un conflicto entre la banda y su discográfica. El grupo estaba descontento con la manera en que el sello manejó el lanzamiento de su sencillo "Sally Cinnamon" y el video que lo acompañaba sin su permiso.
Para expresar su frustración, decidieron tomar cartas en el asunto visitando las oficinas del sello y arrojando pintura al personal y a la propiedad, incluida la esposa de Paul Birch, (el fundador y propietario de Revolver Records). El incidente causó daños significativos y llevó a consecuencias legales para los miembros de la banda.
En una entrevista televisiva posterior, el miembro de la banda Gary Mounfield, conocido como Mani, habló sobre el incidente. El bajista explicó que el grupo pidió detenerse en la tienda FADS DIY en Northenden, en las afueras de Mánchester, para comprar latas de pintura y overoles, de modo que el guitarrista John Squire pudiera "hacer un poco de arte". Posteriormente, la banda fue arrestada y compareció ante el Tribunal de Magistrados de Wolverhampton acusada de causar daños criminales por un valor de entre £15,000 y £20,000.
Sin embargo, tras el incidente, Paul Birch comentó que el revuelo mediático generado por el ataque le había proporcionado al grupo más de un cuarto de millón de libras en publicidad. Mani también mencionó que Geezer Butler y Tony Iommi de Black Sabbath los felicitaron por el incidente.
Aunque algunos pueden ver el ataque como un acto rebelde, también pone de manifiesto las tensiones que pueden surgir entre artistas y discográficas. El deseo de The Stone Roses por tener control creativo y su enfoque poco convencional hacia la industria musical culminaron en este episodio tan notorio.
El grupo ganó cuatro premios de la encuesta NME Readers ese año; Banda del año, Mejor banda nueva, Sencillo del año (por "Fools Gold") y Álbum del año (por su álbum debut). The Stone Roses ahora se considera uno de los mejores álbumes británicos, aunque la propia banda no estaba contenta con el sonido del álbum, Squire lo describió como "twee" y no "lo suficientemente gordo o duro".
Al concierto al aire libre de Stone Roses en Spike Island en Widnes el 27 de mayo de 1990 asistieron unas 27.000 personas, incluidos los actos de apoyo; Los DJ Dave Haslam, Paul Oakenfold, Frankie Bones, Dave Booth, una orquesta de tambores de Zimbabue y el artista de reggae Gary Clail. El evento, considerado un fracaso en su momento debido a problemas de sonido y mala organización, se ha vuelto legendario a lo largo de los años como un "Woodstock para la generación holgada". A mediados de 2010, se publicaron imágenes del concierto en YouTube.
En julio, la banda había lanzado su último sencillo, "One Love", que alcanzó el número cuatro en la lista de sencillos del Reino Unido, su posición más alta hasta el momento. Sería el último lanzamiento de los Roses en cuatro años, ya que luego entraron en una batalla legal prolongada para rescindir su contrato de cinco años con Silvertone, descontentos con la forma en que el sello les había pagado. Los propietarios de Silvertone, Zomba Records, solicitaron una orden judicial contra la banda en septiembre de 1990 para evitar que grabaran con cualquier otro sello, pero en mayo de 1991 el tribunal se puso del lado del grupo, que luego fue liberado de su contrato. Posteriormente, The Stone Roses firmaron con Geffen Records (obteniendo un anticipo de un millón de libras para su próximo disco) y comenzaron a trabajar en su segundo álbum. Sin embargo, Silvertone apeló el fallo, retrasando el registro por otro año.
Durante su contencioso con Silvertone, Ian Brown rompió el escaparate de una tienda de discos que exhibía los LPs con esta compañía y reediciones, por lo que un juez le retuvo el pasaporte y provocó que la banda no pudiera actuar fuera de UK y obligó a cancelar una gira por España.

### Segunda venida y ruptura (1992-1996)
Artículo principal: Second Coming (álbum de The Stone Roses)
Tras el caso judicial, los Stone Roses se apartaron de la cultura de clubes de Mánchester y pasaron gran parte de 1992 y 1993 viajando por Europa antes de comenzar a trabajar en su segundo álbum a mediados de 1993. El progreso fue lento, obstaculizado por la nueva paternidad de Brown y Squire y la muerte de varias personas cercanas a la banda. John Leckie finalmente abandonó el proyecto porque la banda no firmaría un contrato de producción. Posteriormente, los Stone Roses asumieron las funciones de producción con el ingeniero Simon Dawson en los estudios Rockfield en Gales, donde pasaron 347 días de diez horas trabajando en el álbum.
The Stone Roses finalmente lanzó el álbum, Second Coming, el 5 de diciembre de 1994. Escrita principalmente por John Squire, la música ahora tenía un sonido de blues rock sombrío y pesado, dominado por los riffs y solos de guitarra de Squire. "Love Spreads" alcanzó el número dos en la lista de singles del Reino Unido. Second Coming recibió una recepción mixta por parte de la prensa británica, que el periodista musical Simon Reynolds atribuyó al "resentimiento de que los Roses, divorciados del momento cultural que les daba significado, ahora eran solo otra banda".[76]
En marzo de 1995, solo dos semanas antes de que comenzara una gira en apoyo de Second Coming, Reni abandonó la banda, luego de un desacuerdo con Ian Brown. Se encontró un baterista de reemplazo en Robbie Maddix, quien había trabajado anteriormente con Rebel MC. También se reclutó en esta época para los shows en vivo al tecladista/programador de sesión Nigel Ippinson, quien previamente había tocado con la banda en la reelaboración de "Chic Remix" de "Begging You" para su lanzamiento como sencillo. Se planeó una gira secreta de "regreso" por el Reino Unido para abril de 1995, pero se canceló después de que la prensa musical anunciara las fechas. Un gran golpe fue la cancelación de su compromiso en el Festival de Glastonbury en junio de 1995. John Squire había sufrido un accidente de bicicleta de montaña en el norte de California semanas antes del espectáculo, rompiéndose la clavícula. La banda finalmente organizó una gira completa por el Reino Unido para noviembre y diciembre de 1995 y todas las fechas se agotaron en un día.
John Squire anunció su partida el 1 de abril de 1996 y emitió un comunicado que decía que era: "la conclusión inevitable de la separación social y musical gradual que hemos sufrido en los últimos años". El guitarrista de la gira de 1987/88 de Simply Red, Aziz Ibrahim, excompañero de clase de Pete Garner en Burnage High School, fue reclutado como reemplazo. La banda continuó durante otros seis meses, pero hubo un deterioro notable en la calidad de sus presentaciones públicas después de la pérdida de Squire, y en el Festival de Benicassim y el Festival de Lectura, la voz de Brown fue descrita como "tan desafinada que fue insoportable tener que escuchar". ". La prensa musical estuvo unida en sus críticas, NME describió "I Am the Resurrection" como "más como la crucifixión eterna". Brown y Mani disolvieron el grupo en octubre de 1996.

### Post- The Stone Roses (1997-2010)
Artículos principales: The Seahorses, John Squire, Ian Brown, Primal Scream y The Rub
Ian Brown, John Squire y Mani han tenido carreras exitosas desde la ruptura de los Roses. Squire formó Seahorses, que lanzó un álbum antes de separarse, además de lanzar dos álbumes en solitario. En 2007 le dijo a un reportero que dejaría la música definitivamente para enfocarse en su carrera como pintor.[80] Brown ha lanzado siete álbumes en solitario, remixes y una colección de grandes éxitos, todos menos uno de los cuales se ubicaron en el top 5 de la lista de álbumes del Reino Unido. Mani se unió a Primal Scream como bajista en 1996 y permaneció en la banda hasta que los Stone Roses se reunieron.
Reni permaneció inactivo en su mayor parte después de la ruptura de Roses. Comenzó una nueva banda, The Rub, en 1999, y tocó en varios conciertos, pero desde entonces no se ha vuelto a saber nada de The Rub. En una entrevista en 2005, dijo que estaba escribiendo nuevas canciones para tocar con Mani.
Los rumores de una reunión surgieron y fueron descartados repetidamente en el tiempo entre la ruptura y la eventual reunión.[83][84]
La edición del vigésimo aniversario del álbum debut de la banda fue lanzada en agosto de 2009, remasterizada por John Leckie e Ian Brown, incluida una edición en caja para coleccionistas y la canción inédita "Pearl Bastard".

### Segunda formación (2011–2017)
Después de que el periódico The Sun publicara una historia el 14 de octubre de 2011 citando que las rosas habían firmado para una serie de conciertos en el Reino Unido, los rumores comenzaron a circular otra vez. La NME informó que Alan 'Reni' Wren había respondido a estos rumores, contactándolos con un mensaje críptico que decía: "No antes de las 9T voy a usar el sombrero 4 las Rosas nuevamente". El 17 de octubre, Dynamo le dijo a The Sun que Brown había confirmado la reunión diciendo que la banda estaba "lista para tomar el mundo por sorpresa", y que Brown le había enviado un mensaje de texto con las palabras "Está sucediendo". El 18 de octubre de 2011, Stone Roses anunció en una conferencia de prensa el final de una división de quince años. Se programó una "extensa" gira de la reunión del mundo, comenzando en Warrington, para un espectáculo de calentamiento de bajo perfil. Sin embargo, las principales atracciones de la gira fueron tres espectáculos de bienvenida en Heaton Park, Mánchester, del 29 al 30 de junio y el 1 de julio de 2012 más un espectáculo en el Phoenix Park de Dublín el 5 de julio de 2012. En una entrevista en la conferencia de prensa, los miembros de Stone Roses dijeron que tenían planes de grabar un tercer álbum. 150.000 entradas para los dos espectáculos de Heaton Park se agotaron en 14 minutos, y la banda anunció un tercer espectáculo en el lugar que se celebrará el 1 de julio de 2012. Luego anunciaron que se realizaría un espectáculo en Irlanda, con Ian Brown diciendo: "Después de Mánchester, Irlanda es siempre la siguiente en nuestra lista". La primera etapa de la gira consistió en dos conciertos en Barcelona a principios de junio y luego se presentaron en los Países Bajos, Dinamarca, Hungría, Alemania y Francia.
El 2 de diciembre de 2011 Ian Brown y John Squire actuaron juntos en vivo por primera vez desde 1995. Se unieron a Mick Jones de The Clash, The Farm y Pete Wylie en el Manchester Ritz en ayuda de la campaña de Justice for Hillsborough. Actuaron en versiones de "Bankrobber" y "Armagidion Time" de The Clash, así como en "Elizabeth My Dear" de Stone Roses. El 23 de mayo de 2012, Stone Roses celebró su primer concierto público desde su reunión, tocando un set de 11 canciones ante 1000 admiradores en Parr Hall en Warrington. El espectáculo, que solo se anunció esa tarde, contó con la asistencia gratuita de aquellos que llevaron un CD, un LP o una camisa de Stone Roses con ellos.
Se planeó un documental para la reunión de Stone Roses, con el director de cine Shane Meadows elegido para filmarlo. El documental, titulado The Stone Roses: Made of Stone, recibió su estreno mundial en Trafford Park en Mánchester el 30 de mayo de 2013 y fue transmitido simultáneamente en vivo en muchos cines de todo el Reino Unido. Tuvo su lanzamiento general el 5 de junio de 2013.
El 2 de noviembre de 2015 la banda anunció dos conciertos en el City of Manchester Stadium de Mánchester los días 17 y 18 de junio de 2016 (se agregaron otros dos en 15 y 19 luego de que se agotaron) y un título en el T in the Park 2016 festival el 8 de julio de 2016 en el castillo de Strathallan, Escocia.
El 12 de mayo de 2016 la banda lanzó "All for One", su primer lanzamiento nuevo en más de 20 años. Un segundo sencillo, titulado "Beautiful Thing", fue lanzado el 9 de junio.
El 26 de septiembre de 2016 la banda anunció tres conciertos en el Reino Unido para 2017: The SSE Arena en Belfast el 13 de junio, Wembley Stadium en Londres el 17 de junio y Hampden Park en Glasgow el 24 de junio. En diciembre de 2016, se agregaron dos fechas más en el Leeds First Direct Arena los días 20 y 21 de junio de 2017.
El 24 de junio de 2017 Stone Roses se presentó en Hampden Park en Glasgow. Durante la presentación, Ian Brown se dirigió a la multitud con la declaración: "No estén tristes porque se acabó, sean felices de que haya sucedido", lo que lleva a muchos a especular que la actuación fue su concierto final.

## Discografía

### Álbumes de estudio
- The Stone Roses. Silvertone (abril de 1989) - POP #86; UK #19
- Second Coming. Geffen (diciembre de 1994) - POP #47; UK #4

### Compilaciones
- Turns into Stone (recopilación, demos y rarezas). Silvertone (julio de 1992) - UK #32
- The Complete Stone Roses (recopilación). Silvertone (mayo de 1995) - UK #4
- Garage Flower (recopilación con grabaciones de 1985). Silvertone (noviembre de 1996) - UK #58
- Remixes (recopilación con remezclas de varios artistas). Silvertone (noviembre de 2000) - UK #41
- The Very Best of The Stone Roses (recopilación). Silvertone (noviembre de 2002) - UK #19

### Sencillos
- "So Young". Thin Line (septiembre de 1985)
- "Sally Cinnamon". Revolver (mayo de 1987) - UK #46
- "Elephant Stone". Silvertone (octubre de 1988) - UK #8
- "Made Of Stone". Silvertone (marzo de 1989) - UK #20
- "She Bangs The Drums". Silvertone (julio de 1989) - MOD #9; UK #34
- "Fools Gold/What The World Is Waiting For". Silvertone (noviembre de 1989) - MOD #5; UK #8
- "One Love". Silvertone (julio de 1990) - MOD #9; UK #4
- "I Wanna Be Adored". Silvertone (septiembre de 1991) - UK #20
- "Waterfall". Silvertone (diciembre de 1991) - UK #27
- "I Am The Resurrection". Silvertone (abril de 1992) - UK #33
- "Love Spreads". Geffen (noviembre de 1994) - MOD #2; UK #2
- "Ten Storey Love Song". Geffen (febrero de 1995) - UK #11
- "Fools Gold '95". Silvertone (abril de 1995) - UK #25
- "Begging You". Geffen (octubre de 1995)- UK #15
- "Crimson Tonight". Geffen (enero de 1996)
- "Fools Gold '99". Silvertone (marzo de 1999) - UK #25
- "All For One".
- "Beautiful Thing".

### Páginas en español
- SysVisions: http://www.sysvisions.com/feedback-zine/articulos/a_stoneroses.html (enlace roto disponible en Internet Archive; véase el historial, la primera versión y la última).
- AlohaCriticón: http://www.alohacriticon.com/alohapoprock/article1717.html?topic=2
- Página/12: http://www.pagina12.com.ar/diario/suplementos/no/12-1244-2004-06-27.html

### Páginas en inglés
- Discogs: http://www.discogs.com/artist/Stone+Roses,+The
- Ian Brown Official Site: http://www.ianbrown.co.uk
- John Squire Officiai Site: http://www.johnsquire.com
- Stone Roses fansite JSU: https://web.archive.org/web/20190526000340/http://www.john-squire.com/
- Stone Roses fansite: http://www.thisisthedaybreak.co.uk
- The Definitive Stone Roses Discography: https://web.archive.org/web/20110201002424/http://www.the-stone-roses.co.uk/
- The Squire Files (Extensive Guitar analysis) http://www.pdmcauley.co.uk/guitaristpages/home/SQUIRELIVESETUPindex.html
- Ian Brown Whispers - Ian Brown Fansite: https://web.archive.org/web/20170602213626/http://ianbrownwhispers.co.uk/
- The Stone Roses Family Tree: http://www.john-squire.com/familytree/ (enlace roto disponible en Internet Archive; véase el historial, la primera versión y la última).
- The Stone Roses Lyrics: https://web.archive.org/web/20071121050722/http://e-lyrics.org/artist.php?id=39
- The Stone Roses en Rate Your Music: http://rateyourmusic.com/artist/the_stone_roses

### Videos

#### The Stone Roses
- She Bangs The Drums: YouTube
- Waterfall: YouTube
- This Is The One: YouTube

#### Turns Into Stone
- Fools Gold: YouTube
- Mersey Paradise: YouTube

#### Second Coming
- Ten Storey Love Song: YouTube
- Love Spreads: YouTube

- Datos: Q29606
- Multimedia: The Stone Roses / Q29606